# Wild Long Lie
Wild Long Lie è un singolo del musicista britannico Sam Fender, pubblicato il 2 dicembre 2024.

## Video musicale
Il video musicale è stato realizzato nel formato di lyric video.

## Tracce
1. Wild Long Lie – 6:04